# Гилл, Реал
Реал Ниджн Гилл (англ. Real Nijn Gill; род. 23 января 2003) — тринидадский футболист, полузащитник.

## Карьера

### Клубная
Жил в бедном тринидадском районе, похожем на гетто. Футбол помог юноше спасти жизнь и выбраться из преступного места. На взрослом уровне Гилл начинал свою карьеру в местных клубах «Ла-Хоркетта Рейнджерс» и «Клаб Сандо».
16 января 2024 года полузащитник подписал контракт с американской командой «Нортерн Колорадо Хейлсторм» из Лиги один ЮСЛ. Дебютировал за «Хейлсторм» 9 марта в матче стартового тура сезона 2024 против «Лексингтона». 3 июля в матче против «Сентрал Валли Фуэго» забил свой первый гол за «Хейлсторм».

### В сборной
Впервые вызов во взрослую сборную Тринидада и Тобаго Реал Гилл получил в мае 2022 года. Дебютировал за неё 29 января 2023 года в товарищеском матче против Сен-Мартена (2:0). Летом того же года полузащитник вошёл в заявку национальной команды для выступлений в Золотом кубке КОНКАКАФ в США и Канаде. Провёл на турнире два матча.